# Near-Earth Asteroid Tracking
O Near-Earth Asteroid Tracking (NEAT) é um programa que foi concebido para a busca de asteroides que viajem próximos da Terra e que possam entrar em rota de colisão.
Este é um programa dirigido pela NASA e pelo Jet Propulsion Laboratory - JPL. O sistema NEAT iniciou as suas observações em Dezembro de 1995.
O NEAT baseia-se num acordo de cooperação da NASA/JPL com a Força Aérea dos Estados Unidos para a utilização dos telescópios GEODSS, localizados em Haleakala, Maui, no estado do Havai.
GEODSS é o acrónimo de "Ground-based Electro-Optical Deep Space Surveillance" , cuja tradução seja: Vigilância do Espaço Profundo Electro-óptica baseada no solo.
Estes telescópios foram projetados para permitirem o rastreamento de naves espaciais em órbita da Terra. A equipe da NEAT desenvolveu uma máquina fotográfica com CCD e um sistema de computadores para os telescópios do GEODSS. O sistema tem uma resolução de 4096 × 4096 pixéis, com um campo de visão de 1.2 graus por 1.6 graus.
A partir de Abril de 2001 um telescópio do Observatório do Monte Palomar, com 1,2 metros de abertura, também começou a ser utilizado para procurar objectos próximos da Terra. Este telescópio está equipado com três máquinas fotográficas.
Além de descobrir milhares de asteroides, também é atribuída ao NEAT a redescoberta do cometa 54P/de Vico-Swift-NEAT e a descoberta da Estrela de Teegarden.
O asteroide 64070 NEAT recebeu em 2005 este nome, em honra ao projeto NEAT.